# Erich Finke
Erich Finke (* 13. April 1905 in Herne; † 4. Mai 1945 in Neustadt in Holstein) war ein deutscher Internist und an Menschenversuchen im KZ beteiligt.
Finke studierte Medizin und promovierte 1935 an der Universität Kiel zum Dr. med. Er arbeitete im Verlauf der 1930er Jahre als Assistenzarzt an der Universitätsklinik Kiel. Später war er Stabsarzt bei der Luftwaffe und am Luftwaffen-Hospital Westerland tätig. Zusammen mit dem Arzt Sigmund Rascher assistierte er Professor Ernst Holzlöhner ab August 1942 bei der Durchführung von Unterkühlungsversuchen im Auftrag der Luftwaffe im KZ Dachau. Bei diesen Versuchen wurden Häftlinge gezielt unterkühlt, um sie anschließend mit verschiedenen Methoden wieder zu erwärmen. An der Tagung über Ärztliche Fragen bei Seenot und Winternot am 26. und 27. Oktober 1942 nahm Finke teil, da dort über die Ergebnisse der Kälteversuche referiert wurde. Finke, der im April 1943 das Kriegsverdienstkreuz II. Klasse mit Schwertern verliehen bekam, starb Anfang Mai 1945 in einem Lazarett in Neustadt/Holstein.